# József von Platthy
József von Platthy est un militaire et cavalier hongrois de saut d'obstacles. Lors des Jeux olympiques d'été de 1936, il remporte la médaille de bronze de saut d'obstacles en individuel.